# Lamna ditropis
Lamna ditropis е вид хрущялна риба от семейство Селдови акули (Lamnidae).

## Разпространение
Видът е разпространен в Канада (Британска Колумбия и Юкон) и САЩ (Аляска, Вашингтон, Калифорния и Орегон).